# Cindy Silvestre
Pour les articles homonymes, voir Silvestre.
Cindy Silvestre est née le 12 février 1993 à Besançon, est boxeuse française de muay-thaï  (50 - 54 kg), titrée huit fois championne du monde.

## Biographie et carrière
Cindy a commencé les sports de combats par le full-contact, discipline où elle détient un titre de championne de France semi-pro. 
Elle a commencé le muay-thaï, en 2016, et cette même année elle obtient son premier titre mondial dans la catégorie des moins de 57kg en Thaïlande, et le conserve l’année suivante. 
En 2024, son palmarès est de 7 titres mondiaux en muay-thaï et 1 titre mondial en K-1. 
Elle boxe dans le monde entier ; son palmarès professionnel, en 2024, est de plus de 130 combats. 
Elle a boxé sur les circuits Glory, Enfusion et SuperChamp, Muay-Thaï Hardcore, Fairtex Fight, Thaï Fight, RWS. 
Surnommée Cyborg, elle possède un style de combat agressif et puissant.

## Team
En 2021, elle intègre la Team Djérinté (91), qui la fait évoluer entre 49 et 54kg. 
En 2021, en parallèle, elle intègre un camp thaïlandais sur la province de Samut Prakan.  
À partir de début 2021, elle vit dans entre la France et la Thaïlande, ce qui lui permets de boxer sur le plus grand nombre de plateau. Elle s'expatrie en Thaïlande en 2022 et boxera pendant 2,5 ans pour ce même camp.   
Fin 2024, elle rejoint le Looksuan Muay-Thaï Gym, fameux camp de Bangkok.   

## Carrière récente
| VICTOIRE | TKO 3R                      | Kun khmer   |  | Sei VICHCHAKA                | MAS Fight Cambodia                      | 05/05/2024 |
| VICTOIRE | Décision                    | Muay thaï   |  | NIANGHONG Langprasert        | LWC Super Champ (Lumpinee)              | 27/04/2024 |
| DÉFAITE  | Décision                    | Muay thaï   |  | PHAYASINGHA Sor Sommit       | Thai Fight League                       | 31/03/2024 |
| DÉFAITE  | Décision                    | Muay thaï   |  | KARAKED Commando Drink       | LWC Super Champ (Lumpinee)              | 17/02/2024 |
| VICTOIRE | Décision                    | Muay thaï   |  | Julia SILVEIRA               | LWC Super Champ (Lumpinee)              | 17/02/2024 |
| VICTOIRE | Décision                    | Muay thaï   |  | Thai NGAN LE                 | LWC Super Champ (Lumpinee)              | 23/12/2023 |
| DÉFAITE  | Décision                    | Muay thaï   |  | NARAK                        | Rajadamnern World Series                | 28/10/2023 |
| DÉFAITE  | Décision                    | Muay thaï   |  | SAORATTANA Sit Kru Jeab      | LWC Super Champ (Lumpinee)              | 24/06/2023 |
| VICTOIRE | Décision                    | Muay thaï   |  | ZAIDANIA                     | Rajadamnern World Series                | 13/05/2023 |
| DÉFAITE  | Décision                    | Muay thaï   |  | Shir COHEN                   | Fairtex Fight (Lumpinee)                | 08/04/2023 |
| VICTOIRE | TKO 2R (arrêt de l'arbitre) | Muay thaï   |  | KANCHANAISAIRI Por Nipapon   | Fairtex Fight (Lumpinee)                | 04/03/2023 |
| VICTOIRE | Décision                    | Muay thaï   |  | Anne-Linh NGUYEN             | PSM Fight Night                         | 04/02/2023 |
| DÉFAITE  | Décision                    | Muay thaï   |  | LOOKNAM Kor Glohmgliao       | Lumpini                                 | 13/12/2022 |
| VICTOIRE | Décision                    | Muay thaï   |  | RUNGNAPA Por Muangphet       | Fairtex Fight (Lumpinee)                | 06/09/2022 |
| DÉFAITE  | Décision                    | Kick-boxing |  | Mehgane AMOURI               | La Nuit des Lions II                    | 25/06/2022 |
| VICTOIRE | Décision                    | Muay thaï   |  | Luciana GERMANO              | Star Fight                              | 11/06/2022 |
| VICTOIRE | Décision                    | Muay thaï   |  | SUNDANIA Looksaikhongoin     | Battle of Dragons (Lumpinee)            | 23/04/2022 |
| DÉFAITE  | Décision                    | Muay thaï   |  | MARIYA Mahachai              | Descendants of the Empire IV (Lumpinee) | 26/03/2022 |
| VICTOIRE | KO 2R                       | Muay thaï   |  | PETCHJARAS BTU               | Muay Hardcore                           | 05/03/2022 |
| DÉFAITE  | Décision                    | Muay thaï   |  | PHAYASING Phuket Singh Muay… | Muay Hardcore                           | 18/12/2021 |
| VICTOIRE | Décision                    | K-1         |  | Melissa BOUNOUA              | Fighting Edition                        | 16/10/2021 |
| VICTOIRE | Décision                    | Muay thaï   |  | Ines EL SALEHY               | Empire Fight                            | 02/10/2021 |
| DÉFAITE  | Décision                    | K-1         |  | Teodora KIRILOVA             | Pro Fight 18                            | 11/09/2021 |
| VICTOIRE | Décision                    |             |  | Aline SEIBERTH               | Fight Time                              | 21/08/2021 |
| DÉFAITE  | KO 2R                       | Muay thaï   |  | PETCHJEEJA Lukjaoporongtom   | Thai Fight Strong                       | 04/07/2021 |
| VICTOIRE | Décision                    | Muay thaï   |  | THANONCHANOK Gilalampang     | Warriors Fight 2                        | 07/03/2020 |
| VICTOIRE | KO 2R                       | Muay thaï   |  | Saw MUENG CHANG              | Real Fight                              | 11/02/2020 |
| DÉFAITE  | Décision                    | Muay thaï   |  | NANGHONG Liangprasert        | Super Champ                             | 02/02/2020 |